# Prix FutsalPlanet
Les prix FutsalPlanet sont des récompenses attribuées aux meilleurs joueurs de futsal de l'année.

## Histoire
FutsalPlanet est un site internet spécialisé dans le futsal qui décerne, depuis 2000, divers titres individuels puis aussi collectifs, récompensant les meilleurs joueurs et équipes de futsal de l'année civile écoulée.
Depuis l'édition 2003, le prix est divisé en quatre catégories : meilleur joueur, gardien de but, sélection nationale et entraîneur d'une sélection nationale.
L'année suivante, les catégories réservées aux clubs, entraîneurs de clubs, meilleurs jeunes de moins de 21 ans et arbitres sont introduites. En 2005 et 2006, seule le meilleur joueur masculin est à nouveau élu, les autres récompenses reprennent définitivement en 2007.
Le prix de la meilleure joueuse est ajouté en 2007 et celui de meilleur gardienne en 2015.
Les trois premières années, seule l'élection du meilleur joueur masculin a lieu. En 2003 puis 2004, un total de sept autres récompenses sont lancées.

## Records et statistiques

### Personnalités
En 2018, l'international portugais Ricardinho est élu meilleur joueur du monde en recevant le trophée « Umbro Futsal Awards ». Déjà lauréat en 2010, 2014, 2015, 2016 et 2017, il le remporte pour la sixième fois,.
La Brésilienne Amandinha est récompensée du titre de meilleure joueuse de futsal du monde aux Prix FutsalPlanet pendant sept années consécutives, de 2014 à 2020, ce qui constitue un record,, toutes catégories confondues et dans l'histoire du football, toutes disciplines confondues. Mieux que les footballeurs Lionel Messi (meilleur joueur quatre années de suite) et Marta, ou son homologue masculin Ricardinho (cinq fois d'affilée chacun).
| Meilleur joueur    | Meilleure joueuse | Meilleur gardien       | Meilleure gardienne    | Meilleur U21          |
| ------------------ | ----------------- | ---------------------- | ---------------------- | --------------------- |
| Ricardinho (6)     | Amandinha (6)     | Higuita (5)            | Belén de Uña Marzo (2) | Adolfo Fernández (3)  |
| Falcão (4)         | Vanessa (3)       | Stefano Mammarella (3) | Ana Catarina (2)       | Fernando Aguilera (2) |
| Manoel Tobias (3)  | -                 | Luis Amado (2)         | -                      | Leozinho (2)          |
| Mise à jour : 2020 |                   |                        |                        |                       |

En dehors des joueurs, l'Espagne brigue le plus de médailles. Jesús Velasco est l'entraîneur de club le plus récompensé avec cinq prix consécutifs (2014 à 2018) lors de son passage à la tête de l'Inter Fútbol Sala. Trois autres entraîneurs sont sacrés à deux reprises.
José Venancio López est le sélectionneur d'équipe nationale le plus récompensée avec cinq plébiscites toutes à la tête de l'équipe d'Espagne, devant le portugais Jorge Braz (trois prix) et un autre espagnol Javier Lozano Cid (deux). L'arbitre Fernando Lumbreras est le seul à être élu trois fois meilleur officiel du monde, devant l'italien Alessandro Malfer et le croate Nikola Jelić (deux fois chacun).
| Entraîneurs de club   | Sélectionneur nationaux | Arbitres               |
| --------------------- | ----------------------- | ---------------------- |
| Jesús Velasco (5)     | José Venancio López (5) | Fernando Lumbreras (3) |
| trois entraîneurs (2) | Jorge Braz (3)          | Alessandro Malfer (2)  |
| -                     | Javier Lozano Cid (2)   | Nikola Jelić (2)       |
| Mise à jour : 2020    |                         |                        |

### Équipes
Le Brésil et l'Espagne se partagent la quasi-totalité des récompenses collectives. L'équipe nationale brésilienne est sacrée à neuf reprises sélection de l'année, devant les Espagnols (trois). Elles sont les seules à être récompensées plus d'une fois.
Au niveau des clubs, les deux plus récompensés sont basés en Espagne avec l'Inter Fútbol Sala (cinq prix), club le plus titré du monde et d'Europe et le FC Barcelone (quatre prix). L'équipe brésilienne du Malwee Jaraguá est la troisième à être sacrée plus d'une fois.
Ces trois clubs, dans le même ordre, totalise le plus de récompenses individuelles reçues par leur membre. L'Inter FS détient le record de titre de meilleur joueur, meilleur gardien et meilleur entraîneur.
| Équipes nationales | Clubs              | Clubs avec un joueur récompensé                       |
| ------------------ | ------------------ | ----------------------------------------------------- |
| Brésil (9)         | Inter Movistar (5) | Inter Movistar (15 = 6 + 2 + 7)                       |
| Espagne (3)        | Barcelona (4)      | Barcelona (7 = 3 + 1 + 3)                             |
| -                  | Malwee Jaraguá (2) | Malwee Jaraguá (5 = 3 + 0 + 2) Kairat (5 = 0 + 5 + 0) |
| Mise à jour : 2020 |                    |                                                       |

### Pays
L'Espagne est le seul pays à obtenir une récompense dans chaque catégorie. Elle reçoit 56 des 150 prix attribuées entre 2000 et 2020. De plus, elle détient le record dans la majorité de celles-ci (récompenses individuelles en général, gardienne, U21, entraîneur, sélectionneur, arbitre et club).
Le Brésil arrive en seconde position avec 49 prix reçus et le record dans les catégories joueurs de champ (masculin et féminin) et équipe nationale. Le Portugal est le troisième pays le plus récompensé avec treize prix.
Le Kazakhstan détient le record de titre de meilleur gardien avec les cinq prix de Leo Higuita qui représentent les seuls trophées reçus par son pays. De même, la Croatie reçoit ses quatre prix dans la catégorie arbitre. L'Argentine reçoit ses quatre titres dans autant de catégories différentes. L'Iran reçoit les trois siens sur la période 2009-2010. Trois pays sont sacrés à une occasion, dont le Turkménistan et la Hongrie avec un arbitre.
| Pays         | Personnalités | Personnalités | Personnalités | Personnalités             | Personnalités            | Personnalités | Personnalités | Personnalités | Personnalités | Équipe nationales | Clubs | Total |
| Pays         | TT            | masculin      | féminin       | Gardien de but · masculin | Gardien de but · féminin | U21           | Ent.          | Sél.          | Arbitre       | Équipe nationales | Clubs | Total |
| ------------ | ------------- | ------------- | ------------- | ------------------------- | ------------------------ | ------------- | ------------- | ------------- | ------------- | ----------------- | ----- | ----- |
| Espagne      | 43            | 3             | 1             | 3                         | 4                        | 9             | 11            | 7             | 5             | 3                 | 9+1   | 56    |
| Brésil       | 36            | 10            | 12            | 1                         | -                        | 5             | 3+1           | 3             | 1             | 9                 | 4     | 49    |
| Portugal     | 12            | 6             | -             | -                         | 2                        | -             | -             | 3             | 1             | 1                 | -     | 13    |
| Italie       | 7             | -             | -             | 3                         | -                        | -             | 1             | 1             | 2             | 1                 | 1     | 9     |
| Kazakstan    | 5             | -             | -             | 5                         | -                        | -             | -             | -             | -             | -                 | -     | 5     |
| Russie       | 4             | 1             |               | 2                         | -                        | 1             | -             | -             | -             | -                 | -     | 4     |
| Argentine    | 2             | -             | -             | 1                         | -                        | -             | -             | 1             | -             | 1                 | 1     | 4     |
| Croatie      | 4             | -             | -             | -                         | -                        | -             | -             | -             | 4             | -                 | -     | 4     |
| Iran         | 2             | -             | -             | 1                         | -                        | -             | -             | 1             | -             | 1                 | -     | 3     |
| Ukraine      | 1             | -             | 1             | -                         | -                        | -             | -             | -             | -             | -                 | -     | 1     |
| Turkménistan | 1             | -             | -             | -                         | -                        | -             | -             | -             | 1             | -                 | -     | 1     |
| Hongrie      | 1             | -             | -             | -                         | -                        | -             | -             | -             | 1             | -                 | -     | 1     |
| Total        | 118           | 20            | 14            | 16                        | 6                        | 15            | 15+1          | 16            | 15            | 16                | 15+1  | 150   |

## Élection et image
Les prix sont parrainés par la FIFA et les principaux fournisseurs de matériel technique de la discipline, à savoir Umbro (jusqu'en 2011 et de 2017 à 2018) et Agla (de 2012 à 2014).
Les lauréats sont choisis par le jury de journalistes sportifs du  site internet Futsal Planet parmi les candidats proposés par chacun des soixante clubs les plus prestigieux au monde.

## Meilleurs joueurs du monde
| Année | Vainqueur                            | Second                  | Troisième             |
| ----- | ------------------------------------ | ----------------------- | --------------------- |
| 2000  | Manoel Tobias (Vasco da Gama)        | Daniel                  | Duda Amaral           |
| 2001  | Manoel Tobias (2) (Malwee/Jaraguá)   | Javi Rodríguez          | Daniel                |
| 2002  | Manoel Tobias (3) (FS Cartagena)     | Daniel                  | Schumacher            |
| 2003  | Adriano Foglia (Arzignano Grifo)     | Schumacher              | Lenísio (it)          |
| 2004  | Falcão (Malwee/Jaraguá)              | Javi Rodríguez          | Marcelo               |
| 2005  | Javi Rodríguez (Playas de Castellón) | Non attribué            | Non attribué          |
| 2006  | Falcão (2) (Malwee/Jaraguá)          | Schumacher              | Luis Amado            |
| 2007  | Shayakhmetov (Viz-Sinara)            | Non attribué            | Non attribué          |
| 2008  | Schumacher (Inter Movistar)          | Non attribué            | Non attribué          |
| 2009  | Kike (ElPozo Murcia)                 | Non attribué            | Non attribué          |
| 2010  | Ricardinho (Benfica)                 | Non attribué            | Non attribué          |
| 2011  | Falcão (3) (Santos/Cortiana)         | Non attribué            | Non attribué          |
| 2012  | Falcão (4) (Intelli Orlândia)        | Neto                    | Kike                  |
| 2013  | Sergio Lozano (Barcelona Alusport)   | Non attribué            | Non attribué          |
| 2014  | Ricardinho (2) (Inter Movistar)      | Falcão                  | Gabriel Lima          |
| 2015  | Ricardinho (3) (Inter Movistar)      | Miguelín                | Gadeia                |
| 2016  | Ricardinho (4) (Inter Movistar)      | Miguelín                | Leandro Cuzzolino     |
| 2017  | Ricardinho (5) (Inter Movistar)      | Ortiz                   | Santiago Basile       |
| 2018  | Ricardinho (6) (Inter Movistar)      | Gadeia (Inter Movistar) | Pola (Inter Movistar) |
| 2019  | Ferrão (Barcelona)                   | Adolfo (es)             | Babalu                |
| 2020  | Ferrão (2) (Barcelona)               |                         |                       |
| 2021  | Ferrão (3) (Barcelona)               | Pany (Sporting CP)      | Babalu (Sporting CP)  |
| 2022  | Pany Varela (Sporting CP)            |                         |                       |
| 2023  | Pito (Barcelona)                     |                         |                       |

| Année | Vainqueur                               | Second           | Troisième          |
| ----- | --------------------------------------- | ---------------- | ------------------ |
| 2003  | Luis Amado (Inter Movistar)             | Angelini         | Sergio             |
| 2004  | Luis Amado (2) (Inter Movistar)         | Franklin         | Angelini           |
| 2005  | Non attribué                            | Non attribué     | Non attribué       |
| 2006  | Non attribué                            | Non attribué     | Non attribué       |
| 2007  | Tiago (Gazprom-Ugra Yugorsk)            | Non attribué     | Non attribué       |
| 2008  | Sergey Zuev (Sinara Yekaterinburg)      | Non attribué     | Non attribué       |
| 2009  | Santiago Elías (Pinocho)                | Non attribué     | Non attribué       |
| 2010  | Mostafa Nazari (Foolad Mahan)           | Non attribué     | Non attribué       |
| 2011  | Stefano Mammarella (Montesilvano)       | Non attribué     | Non attribué       |
| 2012  | Stefano Mammarella (2) (Montesilvano)   | Tiago            | Juanjo             |
| 2013  | Gustavo (Dinamo Moscou)                 | Non attribué     | Non attribué       |
| 2014  | Stefano Mammarella (3) (Acqua e Sapone) | Paco Sedano      | Gustavo Juruna     |
| 2015  | Higuita (Kairat)                        | Paco Sedano      | Stefano Mammarella |
| 2016  | Higuita (2) (Kairat)                    | Paco Sedano      | Nicolás Sarmiento  |
| 2017  | Paco Sedano (FC Barcelona)              | Higuita          | Jesús Herrero      |
| 2018  | Higuita (3) (Kairat)                    | Jesús Herrero    | Guitta             |
| 2019  | Higuita (4) (Kairat)                    | Juanjo           | Guitta             |
| 2020  | Higuita (5) (Kairat)                    |                  |                    |
| 2021  | Guitta (Sporting CP)                    | Higuita (Kairat) | Nicolás Sarmiento  |
| 2022  | Dídac Plana (FC Barcelona)              |                  |                    |
| 2023  | Willian (Joinville EC)                  |                  |                    |

### Meilleur jeune joueur
| Année | Vainqueur             | Club                 |
| ----- | --------------------- | -------------------- |
| 2004  | Fernandinho           | Azkar Lugo           |
| 2005  | Non attribué          | Non attribué         |
| 2006  | Non attribué          | Non attribué         |
| 2007  | Jesús Herrero         | Carnicer Torrejón    |
| 2008  | Dmitri Prudnikov      | Sinara Yekaterinburg |
| 2009  | Thiaguinho            | Carlos Barbosa       |
| 2010  | Jesús Aicardo         | Lobelle de Santiago  |
| 2011  | Sergio Lozano         | Caja Segovia         |
| 2012  | Álex Yepes            | ElPozo Murcia        |
| 2013  | Ferrão                | Tyumen               |
| 2014  | Adolfo (es)           | FS García            |
| 2015  | Adolfo (2)            | FS García            |
| 2016  | Adolfo (3)            | FS García            |
| 2017  | Fernando Aguilera     | ElPozo Murcia        |
| 2018  | Fernando Aguilera (2) | ElPozo Murcia        |
| 2019  | Leozinho              | Magnus Futsal        |
| 2020  | Leozinho (2)          | Magnus Futsal        |
| 2021  | Zicky                 | Sporting CP          |
| 2022  | Salar Aghapour        | Mes Sungun FSC       |
| 2023  | Lúcio Rocha           | Benfica              |

## Meilleures joueuses du monde
| Année | Vainqueure     | Club                  |
| ----- | -------------- | --------------------- |
| 2007  | Eva Manguán    | Atlético Navalcarnero |
| 2008  | Cilene         | Jaguaré               |
| 2009  | Alina Gorobets | FK Belichanka-93      |
| 2010  | Vanessa        | Burela                |
| 2011  | Vanessa (2)    | UnoChapecó            |
| 2012  | Vanessa (3)    | UnoChapecó            |
| 2013  | Lú             | SS Lazio              |
| 2014  | Amandinha      | Barateiro             |
| 2015  | Amandinha (2)  | Barateiro             |
| 2016  | Amandinha (3)  | Barateiro             |
| 2017  | Amandinha (4)  | Leoas da Serra        |
| 2018  | Amandinha (5)  | Leoas da Serra        |
| 2019  | Amandinha (6)  | Leoas da Serra        |
| 2020  | Amandinha (7)  | Leoas da Serra        |
| 2021  | Amandinha (8)  |                       |
| 2022  | Peque          | C.D. Burela FS        |
| 2023  | Camila         | Stein Cascavel        |

| Année | Vainqueur              | Club                        |
| ----- | ---------------------- | --------------------------- |
| 2015  | Belén de Uña Marzo     | Atlético Navalcarnero       |
| 2016  | Belén de Uña Marzo (2) | AD Alcorcón FSF             |
| 2017  | Estela Garcia Rodero   | Atlético Navalcarnero       |
| 2018  | Ana Catarina           | Benfica                     |
| 2019  | Silvia Aguete Outón    | Poio Pescamar               |
| 2020  | Ana Catarina (2)       | Benfica                     |
| 2021  | Ana Catarina (3)       | Benfica                     |
| 2022  | Bianca Castagnaro      | Stein Cascavel / Bitonto C5 |
| 2023  | Bianca Castagnaro (2)  | Bitonto C5                  |

## Meilleurs entraîneurs

### Meilleur entraîneur de club
| Année | Club masculin                          | Club féminin                         |
| ----- | -------------------------------------- | ------------------------------------ |
| 2004  | Jesús Candelas (Inter Movistar)        |                                      |
| 2005  | Non attribué                           |                                      |
| 2006  | Non attribué                           |                                      |
| 2007  | Fernando Ferretti (Malwee/Jaraguá)     |                                      |
| 2008  | Jesús Candelas (2) (Inter Movistar)    |                                      |
| 2009  | Paulo Mussalem (Carlos Barbosa)        |                                      |
| 2010  | Fernando Ferretti (2) (Malwee/Jaraguá) |                                      |
| 2011  | Fulvio Colini (Montesilvano)           |                                      |
| 2012  | Marc Carmona (Barcelona Alusport)      |                                      |
| 2013  | Tino Pérez (Dinamo Moscou)             |                                      |
| 2014  | Jesús Velasco (Inter Movistar)         |                                      |
| 2015  | Jesús Velasco (2) (Inter Movistar)     |                                      |
| 2016  | Jesús Velasco (3) (Inter Movistar)     |                                      |
| 2017  | Jesús Velasco (4) (Inter Movistar)     |                                      |
| 2018  | Jesús Velasco (5) (Inter Movistar)     |                                      |
| 2019  | Andreu Plaza (Barcelona)               |                                      |
| 2020  | Andreu Plaza (2) (Barcelona)           | Cristiane de Souza (Taboão da Serra) |
| 2021  | Nuno Dias (Sporting CP)                | Julio Delgado González               |
| 2022  | Cassiano Klein (Cascavel)              | Massimiliano Neri (Falconara)        |
| 2023  | Antonio Vadillo (Palma Futsal)         | Márcio Coelho (Stein Cascavel)       |

### Meilleur sélectionneur national (Dimitri Nicolaou Award)
| Année | Sélection masculine                | Sélection féminine                 |
| ----- | ---------------------------------- | ---------------------------------- |
| 2003  | Javier Lozano Cid ( Espagne)       |                                    |
| 2004  | Javier Lozano Cid (2) ( Espagne)   |                                    |
| 2005  | Non attribué                       |                                    |
| 2006  | Non attribué                       |                                    |
| 2007  | José Venancio López ( Espagne)     |                                    |
| 2008  | Paulo César de Oliveira ( Brésil)  |                                    |
| 2009  | Hossein Shams ( Iran)              |                                    |
| 2010  | José Venancio López (2) ( Espagne) |                                    |
| 2011  | Marcos Sorato ( Brésil)            |                                    |
| 2012  | José Venancio López (3) ( Espagne) |                                    |
| 2013  | Ney Pereira ( Brésil)              |                                    |
| 2014  | Roberto Menichelli ( Italie)       |                                    |
| 2015  | José Venancio López (4) ( Espagne) |                                    |
| 2016  | Diego Giustozzi ( Argentine)       |                                    |
| 2017  | José Venancio López (5) ( Espagne) |                                    |
| 2018  | Jorge Braz ( Portugal)             |                                    |
| 2019  | Jorge Braz (2) ( Portugal)         |                                    |
| 2020  | Jorge Braz (3) ( Portugal)         |                                    |
| 2021  | Jorge Braz (4) ( Portugal)         | Clàudia Pons Xandri ( Espagne)     |
| 2022  | Jorge Braz (5) ( Portugal)         | Clàudia Pons Xandri (2) ( Espagne) |
| 2023  | Hicham Dguig ( Maroc)              | Wilson Sabóia ( Brésil)            |

## Meilleures équipes

### Meilleure équipe nationale
| Année | Sélection masculine | Sélection féminine |
| ----- | ------------------- | ------------------ |
| 2003  | Italie              |                    |
| 2004  | Espagne             |                    |
| 2005  | Non attribué        |                    |
| 2006  | Non attribué        |                    |
| 2007  | Brésil              |                    |
| 2008  | Brésil (2)          |                    |
| 2009  | Iran                |                    |
| 2010  | Espagne (2)         |                    |
| 2011  | Brésil (3)          |                    |
| 2012  | Brésil (4)          |                    |
| 2013  | Brésil (5)          |                    |
| 2014  | Brésil (6)          |                    |
| 2015  | Espagne (3)         |                    |
| 2016  | Argentine           |                    |
| 2017  | Brésil (7)          |                    |
| 2018  | Portugal            |                    |
| 2019  | Brésil (8)          |                    |
| 2020  | Brésil (9)          |                    |
| 2021  | Portugal (2)        | Espagne            |
| 2022  | Portugal (3)        | Espagne (2)        |
| 2023  | Maroc               | Brésil             |

### Meilleur club
| Année | Club masculin          | Club féminin           |
| ----- | ---------------------- | ---------------------- |
| 2004  | Boomerang Interviú     |                        |
| 2005  | Non attribué           |                        |
| 2006  | Non attribué           |                        |
| 2007  | CSD Pinocho            |                        |
| 2008  | Malwee Jaraguá         |                        |
| 2009  | Carlos Barbosa         |                        |
| 2010  | Malwee Jaraguá (2)     |                        |
| 2011  | Montesilvano           |                        |
| 2012  | Barcelona Alusport     |                        |
| 2013  | ADC Intelli Orlândia   |                        |
| 2014  | Barcelona Alusport (2) |                        |
| 2015  | Inter Movistar (2)     |                        |
| 2016  | Inter Movistar (3)     |                        |
| 2017  | Inter Movistar (4)     |                        |
| 2018  | Inter Movistar (5)     |                        |
| 2019  | Barcelona (3)          |                        |
| 2020  | Barcelona (4)          | Burela                 |
| 2021  | Sporting CP            | Burela (2)             |
| 2022  | Barcelona (5)          | ASD Città di Falconara |
| 2023  | Palma Futsal           | Stein Cascavel         |

## Meilleur arbitre
| Année | Vainqueur              |
| ----- | ---------------------- |
| 2004  | Pedro Galán Nieto      |
| 2005  | Non attribué           |
| 2006  | Non attribué           |
| 2007  | António Cardoso        |
| 2008  | Karoly Torok           |
| 2009  | Michel Jean Bonnaud    |
| 2010  | Danijel Janosevic      |
| 2011  | Vadim Baratov          |
| 2012  | Fernando Lumbreras     |
| 2013  | Fernando Lumbreras (2) |
| 2014  | Alessandro Malfer      |
| 2015  | Alessandro Malfer (2)  |
| 2016  | Fernando Lumbreras (3) |
| 2017  | Saša Tomić             |
| 2018  | Nikola Jelić           |
| 2019  | Juan Gallardo          |
| 2020  | Nikola Jelić (2)       |
| 2021  | Juan Gallardo (2)      |
| 2022  | Nikola Jelić (3)       |
| 2023  | Daniel Rodríguez       |